# This Is Me... Then
This is Me... Then (на български: Това съм аз...След това) е третият албум на американската певица/актриса Дженифър Лопес, издаден през ноември 2002 г. Включва в себе си 12 музикални изпълнения, четири от които са хитовите сингли „Jenny from the Block“, „All I Have“, „I'm Glad“ и „Baby I Love U!“.

## Списък с песните

### Оригинален траклист
1. Still – 3:41
2. Loving You – 3:45
3. I'm Glad – 3:42
4. The One – 3:36
5. Dear Ben – 3:14
6. All I Have (с Ел Ел Кул Джей) – 4:14
7. Jenny from the Block (със Styles и Jadakiss) – 3:08
8. Again – 5:47
9. You Belong to Me – 3:30
10. I've Been Thinkin' – 4:42
11. Baby I Love U! – 4:29
12. The One (версия 2) – 3:32

### Интернационално издание
1. I'm Gonna Be Alright (Trackmasters Remix featuring Nas) – 2:52

### Бразилско издание
1. Jenny from the Block (албум версия без рап) – 2:49

### 20-годишно издание
1. I'm Glad (Paul Oakenfold Perfecto Remix) – 5:47
2. Jenny from the Block (Seismic Crew's Latin Disco Trip) – 3:43
3. The One (Bastone & Burnz Club Mix) – 3:47
4. All I Have (с Ел Ел Кул Джей) (Ignorants Remix) – 4:03

### Лимитирано издание (Диск 2)
1. Jenny from the Block (Seismic Crew's Latin Disco Trip) – 6:41
2. All I Have (с Ел Ел Кул Джей) (Ignorants Remix) – 4:03
3. I'm Glad (Paul Oakenfold Perfecto Remix) – 5:47
4. The One (Bastone & Burnz Club Mix) – 7:40
5. Baby I Love U! (R. Kelly Remix) – 4:11